# Rusłan Sumienkow
Rusłan Sumienkow (ur. 24 maja 1982 we Frunze) – kirgiski zapaśnik walczący w stylu wolnym. Zajął 17 miejsce na mistrzostwach świata w 2005. Brązowy medal na mistrzostwach Azji w 2005. Wicemistrz Azji juniorów w 2002 roku.